# العیساویة
العیساویة (به عربی: العیساویة) یک شهرداری در الجزایر است که در استان مدیه واقع شده‌است.